# Chaetophiloscia sicula
Chaetophiloscia sicula är en kräftdjursart som beskrevs av Karl Wilhelm Verhoeff 1909. Chaetophiloscia sicula ingår i släktet Chaetophiloscia och familjen Philosciidae.

## Underarter
Arten delas in i följande underarter:
- C. s. gracilis
- C. s. sicula